# Runderen
De runderen (Bovinae) vormen een onderfamilie van de familie van de holhoornigen (Bovidae). De onderfamilie omvat onder andere gedomesticeerd rundvee, de Amerikaanse bizon, waterbuffel, jak en diverse antilopen, waaronder de koedoes en de elandantilope.
Soorten in de onderfamilie Bovinae zijn groot en hebben stevige lichamen, holle hoorns, relatief korte poten, lange staarten met een eindpluim van haar, brede snuiten en geen klieren in het gezicht, op de voetzolen of in de liezen. Soorten in de Bovini-tak zijn te onderscheiden door hun gladde hoorns die sterk gekield en spiraalvormig gedraaid zijn, hoewel ze niet regelmatig geribbeld zijn. Ze kunnen verder worden onderscheiden van andere Bovinae-soorten door hun lage, brede schedels, interne holtes in de frontale delen die doorlopen tot in de hoornkernen, een korte hersenpan en verbrede achterhoofdskiezen, kiezen met gecompliceerde centrale holtes, en bovenste kiezen die sterk hypsodont zijn.
- Subfamilie Bovinae: runderen
  - Tak Boselaphini
    - Geslacht Tetracerus
      - Tetracerus quadricornis, vierhoornantilope

    - Geslacht Boselaphus
      - Boselaphus tragocamelus, nijlgau

  - Tak Bovini
    - Geslacht Bubalus
      - Bubalus arnee, wilde waterbuffel
        - Bubalus arnee bubalis, (gedomesticeerde) waterbuffel of karbouw

      - Bubalus depressicornis, anoa
      - Bubalus quarlesi, berganoa
      - Bubalus mindorensis, tamaroe
      - Bubalus cebuensis†

    - Geslacht Bos
      - Bos primigenius, oeros †
        - Bos primigenius taurus, (gedomesticeerd) huisrund
        - Bos primigenius indicus, zeboe

      - Bos javanicus, banteng
        - Bos javanicus domesticus, (gedomesticeerde) banteng of balirund

      - Bos gaurus, gaur
        - Bos gaurus frontalis, (gedomesticeerde) gayal

      - Bos mutus, (wilde) jak
      - Bos grunniens, (gedomesticeerde) jak
      - Bos sauveli, kouprey

    - Geslacht Pseudoryx
      - Pseudoryx nghetinhensis, saola

    - Geslacht Syncerus
      - Syncerus caffer, kafferbuffel of Afrikaanse buffel
        - Syncerus caffer nanus, bosbuffel
        - Syncerus caffer brachyceros
        - Syncerus caffer aequinoctialis
        - Syncerus caffer mathewsi

    - Geslacht Bison
      - Bison bison, Amerikaanse bizon
      - Bison bonasus, wisent

  - Tak Strepsicerotini
    - Geslacht Tragelaphus
      - Tragelaphus spekeii, sitatoenga
      - Tragelaphus angasii, nyala
      - Tragelaphus scriptus, bosbok
      - Tragelaphus buxtoni, bergnyala
      - Tragelaphus imberbis, kleine koedoe
      - Tragelaphus strepsiceros, grote koedoe
      - Tragelaphus eurycerus, bongo

    - Geslacht Taurotragus
      - Taurotragus oryx, elandantilope
      - Taurotragus derbianus, reuzenelandantilope

Impala (Aepycerotinae) · Koeantilopen (Alcelaphinae) · Echte antilopen (Antilopinae) · Runderen (Bovinae) · Bokken (Caprinae) · Duikers (Cephalophinae) · Paardantilopen (Hippotraginae) · Rietbokken en waterbokken (Reduncinae) ·